# وزارة الخارجية والتجارة (أستراليا)
وزارة الشؤون الخارجية والتجارة هي وزارة في الحكومة الفيدرالية الأسترالية مسؤولة عن السياسة الخارجية والعلاقات الخارجية والمساعدات الدولية والخدمات القنصلية والتجارة والاستثمار. في عام 2021 خصصت وزارة الشؤون الخارجية والتجارة مبلغ 3.4 مليار دولار أمريكي من المساعدات الإنمائية الرسمية، أي ما يعادل 0.22٪ من الدخل القومي الإجمالي.
سكرتير الوزارة حاليا هي يان آدامز (دبلوماسي) وتقدم تقاريرها إلى وزير الخارجية بيني وونغ.

## وصلات خارجية
- موقع وزارة الخارجية والتجارة